# Vragolovi
Vragolovi (cyr. Враголови) – wieś w Bośni i Hercegowinie, w Republice Serbskiej, w gminie Rogatica. W 2013 roku liczyła 16 mieszkańców.